# Legio (Israel)

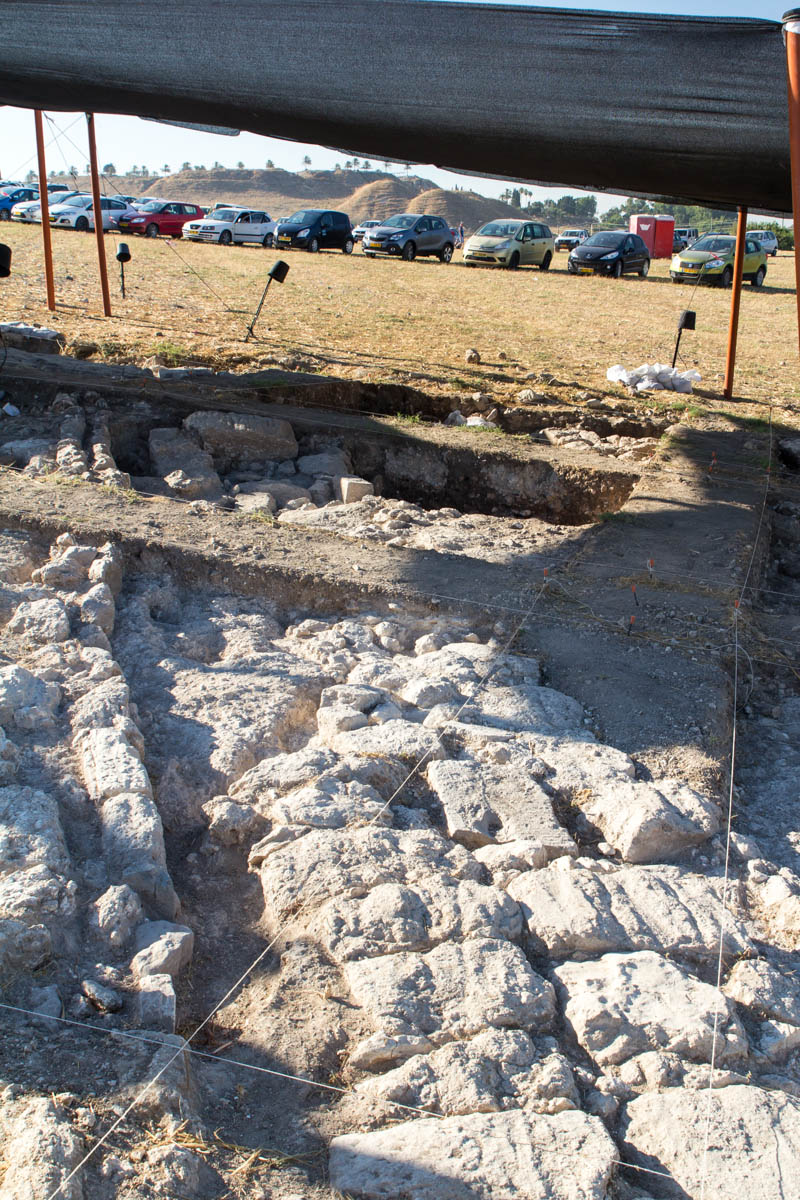
Excavaciones en Legio.

Legio era un campamento militar romano al sur de Megido en la provincia romana de Galilea,  para desde esta región ejercer el control de las carreteras imperiales, con acceso directo a los valles interiores del norte de Palestina, importantes centros de la población judía local.
Se encuentra a lo largo del camino que iba de Cesarea Marítima a Beit She'an. Estaba situado cerca del pueblo judío-samaritano de Kefar. 

## Historia
Tras la rebelión de Bar Kojba (132-136 d. C.), la Legio VI Ferrata (también conocida como Legión  Acorazada) se estacionó en Legio, cerca de Caparcotna. La ubicación aproximada del campamento de la Legio VI Ferrata se conocía por la persistencia de su nombre en la forma Lajjun por la que se conocía a una de por la que se conocía a un pueblo árabe palestino. Zacarías 12:11, Estaba cerca de la antigua ciudad de Rimmon, tal vez la Hadad-rimmon que en el III fue rebautizada como Maximianópolis (ciudad de Maximiano) por Diocleciano en honor a su coemperador Maximiano. Ambos lugares estaban dentro de una única sede episcopal, generalmente llamada Maximianópolis, pero en una lista de tales sedes se usa el nombre Legionum (genitivo plural de la palabra latina Legio), donde el original griego tiene "Maximianópolis".
Legio se encuentra a lo largo de la Vía Maris de Palestina, una antigua ruta comercial que unía Egipto con los imperios septentrionales de Siria, Anatolia y Mesopotamia a principios de la Edad del Bronce.

## Métodos y resultados arqueológicos
En 2002-2003, Yotam Tepper llevó a cabo una prospección arqueológica en la región de la Legio como parte de su tesis de máster. La prospección localizó el campamento legionario en la ladera norte de la colina de El-Manach, la aldea de Ceparcotani en la colina adyacente, y la ciudad de Maximianópolis en el emplazamiento del actual kibutz Meguido. En 2013 Tepper y el Proyecto Regional del Valle de Jezreel excavaron zanjas de prueba de aproximadamente 90 x 5 m que revelaron claras evidencias del campamento.
La fotografía aérea, las imágenes por satélite y los datos LiDAR de alta resolución indicaban que la colina conocida como el-Manach  contenía rastros de objetos y estructuras artificiales producidos por el hombre. A continuación, unas ligeras depresiones en la tierra revelaron los límites del propio campamento militar. En los lados norte, sur y oeste de la colina se encontraron largas hendiduras lineales que formaban ángulos de 90 grados. Los siguientes indicios condujeron al uso de técnicas arqueológicas para seguir descubriendo los objetos hallados. Las fotografías aéreas indicaban que había una gran estructura rectangular, similar a un cuartel, justo debajo de la superficie, con depresiones a su alrededor. en Legio. Yotam Tepper encontró monedas y tejas estampadas con el nombre de la Legión VI. 

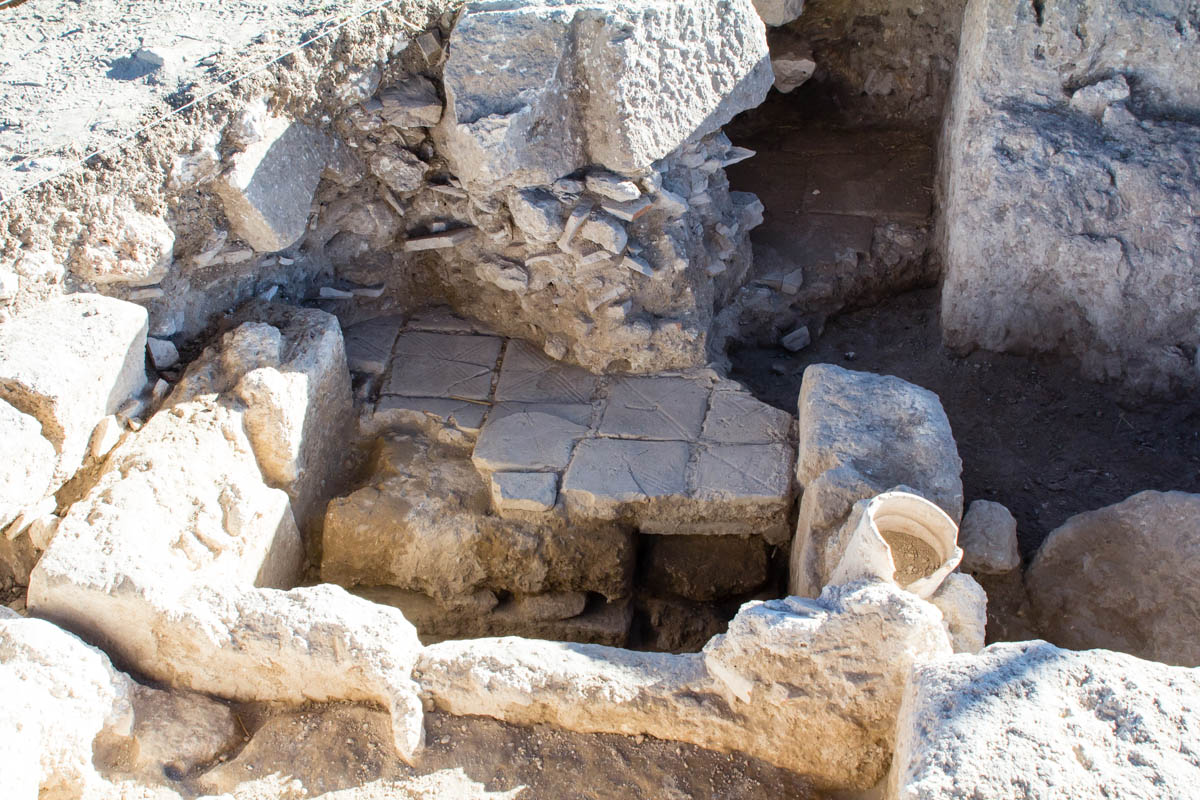
Excavaciones.

Se hallaron zanjas defensivas junto a los cimientos de una gran muralla de unos 6 m de ancho. En el interior del muro, había habitaciones que probablemente pertenecían a uno de los barracones del campamento y que contenían numerosas tejas de cerámica con la marca de la legión, monedas, fragmentos de armaduras. También localizaron lo que era la calle principal. Además, se sacaron al luz lingotes de plomo y una pata de mesa de piedra esculpida con el rostro tridimensional de una pantera. Cerca del extremo sur los barracones  estaban delimitados por una amplia calle tallada en el lecho rocoso y flanqueada por canales de drenaje. Esta importante calle, que cruzaba el campamento a aproximadamente un tercio de la longitud de los muros norte-sur, según las estimaciones de la fotografía aérea, era probablemente la Via Principalis del campamento.

### Georradar
El georradar fue la principal técnica utilizada para descubrir los hallazgos de Legio. La técnica consiste en utilizar frecuencias de antena y parámetros de adquisición de datos para analizar lo que hay bajo la superficie de distintos tipos de suelo. Esta técnica permite al usuario analizar una amplia gama de terrenos en un tiempo relativamente eficiente. Se concluyó que las dimensiones eran de 250 x 250 m.
El campamento de la legión es comparable a la sede de Kirya del Ministerio de Defensa en Tel Aviv, dice Tepper. «Allí era donde el sistema administrativo-burocrático trataba con el gobierno militar» dice. «Desde aquí, unos 3500 soldados en un sistema jerárquico gobernaban la Galilea y parte de Samaria».

## Hallazgos
Todavía no se había excavado ningún cuartel militar de este tipo para este periodo concreto en todo el Imperio romano de Oriente, y las excavaciones de 2013 sacaron a la luz obras de tierra defensivas, una muralla de circunvalación, zonas de barracones y artefactos que incluían tejas estampadas con el nombre de la Legión VI y fragmentos de armaduras a escala. Durante la excavación se encontraron monedas. Las monedas tenían contramarcas que indicaban el tiempo que estuvieron en circulación.
Se hallaron fragmentos de inscripciones en Legio y sus alrededores. En el epitafio de un legionario figuran caracteres metrológicos.
Tuberías de agua y canales de alcantarillado, así como un gran edificio que probablemente albergaba al comandante de la fortaleza, fueron descubiertos en el campamento, que se extiende 300 x 500 m.
La recogida de restos de legionarios en el cementerio—ubicado fuera del campamento—  determinará su procedencia mediante el análisis de ADN.
En 2017, se descubrieron una puerta monumental de acceso al cuartel general del campamento, una marca de piedra y una inscripción dedicatoria que podrían ser un listado de comandantes del campamento o héroes célebres de la Sexta Legión. En las letrinas del campamento se encontraron más de 200 monedas romanas de los siglos II y III. Se descubrieron restos humanos incinerados en una marmita.

### Anfiteatro
Durante la campaña de excavaciones de 2023, investigadores de USC Dornsife anunciaron el descubrimiento del anfiteatro de Legio siguiendo las pistas dejadas por Gottlieb Schumacher. El equipo lo describió así: «Es el primer anfiteatro militar romano jamás descubierto en el Levante meridional, que abarca Israel, Jordania y Palestina». Entre los hallazgos se encontró una rara moneda de oro del emperador Diocleciano.
El anfiteatro se ejecutó en dos fases constructivas, «distinguidas por el tamaño y particularidades arquitectónicas». La primera fase, estaba situada cerca del cementerio, como lugar de entrenamiento militar. Más que un lugar concebido para  el entretenimiento convencional, se destinó a una arena militar.

### Acueducto
El acueducto se encontraba en el lado sureste de la colina y extraía el agua de los manantiales de Ain Kubbih. Se dividía en dos sentidos en dirección a Daher ed-Dar y a los molinos harineros del arroyo Queni. El agua suministrada por el acueducto abastecía de forma duradera a los soldados y legionarios de Legio. La estructura permitía enviar agua desde 124 metros sobre el nivel del mar a los campamentos y ciudades. Sin el acueducto, el agua no se canalizaría a los lugares deseados en un tiempo y un proceso tan eficientes. Algunas partes del acueducto quedaron al descubierto, mientras que la mayor parte se cubrió con una capa de barro y otros trozos de tierra vertidos.

### Fíbulas
En el valle de Jezreel se descubrieron varias fíbulas que datan del siglo II d. C.